# Aleksander Zasztowt
Aleksander Zasztowt (ur. 16 lutego 1877 w Wilnie, zm. 11 listopada 1944 tamże) – polski działacz polityczny, dziennikarz, poseł na Sejm Litwy Środkowej i na Sejm Ustawodawczy RP, członek loży wolnomularskiej w Wilnie w czasach II Rzeczypospolitej.

## Życiorys
Był z wykształcenia inżynierem budowlanym – studiował na politechnice w Rydze. Od 1905 pracował jako urzędnik biura Kolei Warszawsko-Wiedeńskiej w Częstochowie; działał w częstochowskiej organizacji kolejarzy. Około 1913 przeniósł się do rodzinnego Wilna, gdzie był m.in. członkiem Rady Wileńskiego Towarzystwa Urządzania Mieszkań. Pracował jako dziennikarz „Przeglądu Wileńskiego” i „Echa”. W 1915 został członkiem Komitetu Obywatelskiego Miasta Wilna jako przedstawiciel ludności białoruskiej. Współpracował z Uniwersytetem Ludowym imienia Mickiewicza.
W latach 1918–1923 był przywódcą Polskiego Stronnictwa Socjal-Demokratycznego na Litwie i Białej Rusi oraz Polskiej Partii Socjalistycznej Litwy i Białorusi. 
Po zajęciu Litwy Środkowej przez wojska gen. Żeligowskiego (bunt Żeligowskiego), 9 października 1920 był jednym z sygnatariuszy odezwy „Do ludności Litwy Środkowej”, którzy jako członkowie Tymczasowej Komisji Rządzącej podpisali ją obok generała. W strukturze Tymczasowej Komisji Rządzącej 12 października 1920 Aleksander Zasztowt został mianowany przez Naczelnego dowódcę Wojsk Litwy Środkowej gen. Lucjana Żeligowskiego na stanowisko Dyrektora Departamentu Komunikacji i Robót Publicznych.
W styczniu 1922 wybrano go posłem do Sejmu Wileńskiego z list PPSLiB. Został przewodniczącym klubu socjalistycznego w wileńskim parlamencie. W marcu tego roku był mianowany jednym z dwudziestu delegatów na Sejm Ustawodawczy w Warszawie. Zrzekł się mandatu 30 marca 1922. W jego miejsce wstąpił Stanisław Bagiński. 
Od 1924 należał do Niezależnej Socjalistycznej Partii Pracy, sprawował mandat radnego wileńskiego (1922–1934). Był także komisarzem, a następnie członkiem Rady Kasy Chorych. Należał do wileńskiej loży masońskiej „Tomasz Zan”, wcześniej również do lóż „Jedność”, „Litwa” i „Białoruś”. 
W 1932 roku wydał w Wilnie „Bajki Polityczne” swojego autorstwa. 
Został pochowany na wileńskim cmentarzu ewangelickim, nagrobek nie zachował się.

## Ordery i odznaczenia
- Krzyż Oficerski Orderu Odrodzenia Polski (2 maja 1923)[7][8]